# IMPACT (テレビ番組)
『IMPACT』（インパクト）は、2006年4月9日（4月8日深夜）から2011年4月1日（3月31日深夜）まで中部日本放送 (CBC) で放送されていた情報番組である。

## 概要
最新の映画やJ-POP、新商品や注目のスポットなどのエンターテインメント情報を紹介していた深夜番組である。
初代MCは地元愛知県出身のロックバンドketchup mania （当初はけちゃっぷmania名義）のヴォーカル・HIROで、彼女が独特のジェスチャーを交えながら行う番組進行が特徴的だった。番組のラストではライブの模様が流れるなど、同バンドの活動報告があった。2009年4月からは豊田市出身の歌手・光岡昌美が2代目MCとなり、セットも簡素なものから女性の部屋をイメージしたものに替わり、カメラワークもより工夫されたものになった。2010年4月をもって再度リニューアルし、安田美沙子とオレンジが3代目MCとなった。
番組の終了後、引き続き安田がMCを務める後継番組『みちゃえる!』がスタートした。

## 放送時間
いずれも日本標準時。
- 日曜 1:55 - 2:25 （2006年4月9日 - 2008年2月10日、土曜深夜）
- 日曜 1:55 - 2:30 （2008年2月17日 - 2008年9月28日、土曜深夜）
- 土曜 1:25 - 2:00 （2008年10月4日 - 2009年3月28日、金曜深夜） - ミニ番組『ど人生』の放送期間中は1:30から放送。
- 土曜 1:20 - 1:55 （2009年4月4日 - 2010年3月27日、金曜深夜）
- 金曜 0:50 - 1:55 （2010年4月2日 - 2011年4月1日、木曜深夜） - 移動とともに放送枠が30分拡大。

## 出演者

### MC
- HIRO （ketchup mania：2006年4月 - 2009年4月）
- 光岡昌美（2009年4月 - 2010年3月）
- 安田美沙子（2010年4月 - 2011年4月）
- オレンジ（2010年4月 - 2011年4月）

### アドバイザー
- シネマノリユキ
- MiNo
- 池田夏希
- 小林さり

### シネマナビゲーター
- 上野規行（ - 2010年3月）

### IMPACT D-RANGE
- 小草勝次（ - 2010年3月）
- 田中利枝（ - 2010年3月）
- 佐伯拓郎（ - 2010年3月）
- ほか

### IMPACT ITEM
- 鈴木恵理（ - 2010年3月）
- ほか

### IMPACT VERITa
- 高井俊彦（ - 2010年3月）

## コーナー
IMPACT GUEST
最新映画の出演俳優や監督、新作をリリースするミュージシャンなどにインタビューをするコーナー。当初は日本人へのインタビューが主だったが、2007年秋からは海外の俳優へのインタビューもしばしば行うようになった。
IMPACT M＆M (Movie＆Music)
映画とJ-POPの情報を、映画の予告映像やミュージシャンからのメッセージ、ミュージック・ビデオを交えて紹介するコーナー。
IMPACT D-RANGE
洋楽のヒット曲に乗せ、男女のドライブデートという設定で東海地方のドライブスポットを紹介するコーナー。
IMPACT ITEM
新しい商品や新サービスを紹介するコーナー。
IMPACT RESEARCH
リポーターが東海地方のグルメや注目のスポットなどを紹介するコーナー。
IMPACT VERITa
女性向けのファッションアイテムを紹介するコーナー。
その他
番組の最後には、その回で紹介した情報と関連するグッズプレゼントの告知を行っていた。

## 主題歌
- Gum （Cornelius：初期）

## スタッフ
- ディレクター：滝川健一 (mastamaxus)、高見亮平 (mastamaxus)
- チーフディレクター：多賀万洋 (mastamaxus)
- プロデューサー：藤田剛 (mastamaxus)、鈴木秀和 (CBC)
- 制作協力：mastamaxus Co.,Ltd
- 製作著作：CBC